# Arima Toyōji
En aquest nom japonès, el cognom és Arima.
Arima Toyōji (有马豊氏, 1569-1642) va ser un samurai i dàimio del període Sengoku de la història del Japó. Durant la batalla de Sekigahara, Toyōji va lluitar per Tokugawa Ieyasu a Akasaka en contra d'Oda Hidenobu, de manera que posteriorment va rebre el han de Fukuchiyama (a Tamba), el qual estava valorat en 80.000 koku. Durant el setge d'Osaka va estar novament del costat del shogunat Tokugawa on va tallar 57 caps. En 1.620 va rebre el han de Kurumada (en Chikogu), estimat en 210.000 koku. A més a més, va participar en la rebel·lió Shimabara del 1637.